# 클라우디아 제11군단
클라우디아 제11군단라틴어: (Legio XI Claudia)는 로마 제국의 군단이었다. 군단은 네르비족에 대한 원정을 위해 율리우스 카이사르에 의해 징집되었다. 클라우디아 제11군단은 기원전 58년에 율리우스 카이사르가 갈리아를 침공하기 위해 모집한 2개 군단(다른 하나는 제12군단)으로 거슬러 올라가며, 두로스토룸(현재 불가리아의 실리스트라)에서 다뉴브강 하류를 지키면서 최소한 5세기 초까지 존재했다.

## 역사

### 공화정 후기의 창설과 복무
클라우디아 제11군단은 풀미나타 제12군단과 함께 네르비족과의 전쟁을 위해 기원전 58년 갈리아 키살피나에서 율리우스 카이사르가 징집한 로마 군단이다. 그들은 아마도 알레시아의 포위 공격에 참전했을 것이다. 갈리아 원정 이후에 율리우스 카이사르와 폼페이우스 사이에 내전이 일어나 기원전 49년 1월 카이사르는 군대에 복무한 제11군단과 함께 이탈리아를 침공했다. 그들은 기원전 48년 디라키움과 파르살루스에서 싸웠지만, 기원전 45년에 해산되어 보비아눔 운데쿠마노룸(Bovianum Undecumanorum) 주변의 중앙 이탈리아에 정착했다.
제11군단은 내전을 위해 옥타비아누스에 의해 기원전 42년에 재구성되었다. 그들은 율리우스 카이사르를 암살한 브루투스와 카시우스에 맞서 아우구스투스, 마크 안토니우스, 마르쿠스 아이밀리우스 레피두스로 구성된 두 번째 삼두정치의 휘하에 복무했다. 군단은 기원전 42년 필리피 전투에 참전했으며, 그 후 이탈리아의 페루자에 파견되어 지역 반란을 진압했다. 그들은 또한 섹스투스 폼페이우스에 대항하여 시칠리아에서 옥타비아누스와 함께 복무했을 것이다.
제11군단은 기원전 32년부터 32년까지 아우구스투스와 마르쿠스 안토니우스 사이의 내전에 참가하여 악티움 해전으로 막을 내렸다. 그들의 전투 참여는 군단 병사들의 묘비에 기념되었다.

### 원수 정치
그 후, XI는 발칸 반도에 보내어 그곳에서한 세기 정도 머물렀던 것으로 보이다. 그 기지는 기원 9년 이전에 불확실하며, 주로 도로와 같은 건설 및 개발 작업에 관여한 클라우디아 제7군단과 함께 해안의 부르눔(키스탄예)에서 기록되었다. 분견대는 살로나와 가둔에도 주둔했다. 서기 42년, 달마티아의 총독 스크리보니아누스가 클라우디우스에게 반란을 일으켰을 때 제11군단은 여전히 버눔에 주둔하고 있었다. 이에 대한 응답으로 제11군단은 반란을 진압하고 클라우디아 피아 피델리스(Claudia Pia Fidelis)라는 칭호를 받았다. 클라우디아 제11군단은 네로 황제가 사망한 68년경까지 부르눔에 남아 있었다.
네 황제의 해에 클라우디아 제11군단은 클라우디아 제7군단, 게미나 제13군단과 함께 비텔리우스에 대항해 갈바를 처형한 오토의 편에 섰다. 그들은 베드리아쿰 전투로 진군했지만, 너무 늦게 도착했고, 비텔리우스는 제11군단 클라우디아에게 아무런 처벌도 없이 발칸 반도로 돌아갈 것을 명령했다. 제11군단은 베스파시아누스 편에 섰고 제2차 베드리아쿰 전투에 참가하여 베스파시아누스의 승리를 거두고 황제로 즉위했다.
서기 70년, 제11군단은 라인강에서 바타비아 반란을 진압하기 위해 세리알리스 휘하의 원정대의 일원이었다. 그런 다음 그들은 서기 71년에 빈도니사(빈디쉬)에 주둔했다. 제11군단은 서기 73-74년에 라인강에서 싸웠다는 보고가 있으며 그들은 서기 83년에 도미티안이 차티에 대항한 전쟁에 참여했다. 당시 마인츠에 주둔한 것으로 추정된다. 101년 후반에 판노니아의 브리게티오(쇼니)로 보내졌다. 그들은 101년부터 106년까지 트라야누스의 다키아 전쟁에 참전했으며, 이를 기념하여 로마에 기둥을 세웠다.
클라우디아 제11군단은 114년 이전에 두로스토룸(실리스트라)으로 파견되었는데, 그때 그들은 그 현장에서 처음으로 증명되었으며, 이후 적어도 3세기 동안 본부를 유지하게 되었을 것이다. 클라우디아 제11군단의 병사들은 크림반도를 점령하고, 프라호바주의 드라냐에 요새를 건설하고, 토미스(Tomis)에서 관료적 기능을 수행하기 위해 파견되었다. 바르 코크바 반란을 진압하기 위해 하드리아누스가 이끄는 132년에 벡실라티오가 유대로 파견되었다. 군단의 이름이 새겨진 비문이 베타 근처에서 발견되었다. 193년, 제11군단 클라우디아는 셉티미우스 세베루스를 지원하고 페스첸니우스 나이거를 포위하여 싸웠다. 비잔티움, 킬리키아의 성문을 통과하여 강제로 이수스 전투에서 그의 군대에 맞서 싸웠다. 그들은 또한 세베루스의 파르티아 전역에 참여하여 198년 크테시폰을 함락시키는 것을 도왔다.

### 3세기의 위기와 지배
260~268년에 군단은 갈리아 제국의 포스투무스와의 전쟁에서 갈리에누스를 지원했고, 비록 다른 부대와 달리 7번째는 인정을 받지는 못했지만, 5번째와 6번째는 피아 피델리스(Pia Fidelis)라는 칭호를 받았다. 273년에 군단은 현대 요르단의 도로 건설에 참여했고, 295년에는 이집트에 파견대가 있었다. 298년에 클라우디아 제11군단의 분견대가 마우레타니아에 주둔했다. 율리우스와 헤시키우스라는 이름의 군단 내의 두 기독교인은 302년 두로스토룸에서 디오클레티아누스에 의해 박해를 받았다. 제11군단 클라우디아(클라우디아 제11군단)의 서부 파견대 병사인 아우렐리우스 수데켄티우스(Aurelius Sudecentius)는 마우레타니아에서 사망했으며 서기 4세기로 거슬러 올라가는 아퀼레이아의 묘비에 의해 추모되었다. 395~425년에 군단은 도나우 강변에 있는 두로스토룸에 본부를 두고 있었고 갈리의 고위 간부와 군사령관(Magister Militum) 프라에센탈리스 2세 휘하의 아래에 야전군 분견대가 있었다.